# Лајош Корањи
Лајош Корањи (мађ. Korányi Lajos; Сегедин, 15. мај 1907 — Будимпешта, 29. јануар 1981) је био мађарски фудбалски репрезентативац и фудбалски тренер. Учествовао је на Светском првенству 1938. где је формирао је задњу линију са Шандором Бироом као дефанзивцем мађарске репрезентације. У репрезентацији је наступио у једној утакмици квалификација и четири утакмице Светског првенства. Укупно је за репрезентацију Мађарске играо четрдесет пута. У спортској штампи је познат као Корањи I. Његова два брата су такође фудбалери, Маћаш Корањи (Корањи II) такође је дебитовао у репрезентацији, Деже Корањи (Корањи III или Дезире) је био петоструки француски репрезентативац.

## Каријера

### Клуб
Корањи је почео да игра фудбал у ТК Ујсегеди, а затим се 1927. придружио Башћа ФК. Одатле је за кратко време позајмљен ФК Чаба. Од пролећа 1928. поново игра у Сегедину. Његов атлетски изглед и грађа били су јединствени, а позиционирање и игра главом довели су га и у репрезентацију. У Ференцварошу је играо у одбрани заједно са Гезом Такачем, а затим са Ђулом Полгаром. Октобра 1933. сломио је ногу у пријатељској утакмици против Италије, а опоравак му је делимично одузео део фудбалске каријере.
Корањи је 1937. играјући за Ференцварош победио италијански С.С. Лацио и освојио Куп Централне Европе.
Од 1930. до 1938. играо је на 157 утакмица прволигашких утакмица у Ференцварошу.
Године 1938. напустио је Фради и придружио се Фебушу. Одатле је каријеру хтео да настави у француском ФЦ Сете, где је његов млађи брат Деже играо изузетно успешно неколико година. Потврда за одлазак у иностранство је пропала, Лајош се убрзо поново вратио у Будимпешту, због могућег избијања Другог светског рата. Тада је на кратко прешао у Немзети СК, а затим је каријеру завршио у друголигашу Вајс Манфред ФК Чепел. Тада је био играч-тренер АФК Лошонци. Постао је играч за Моравароша у октобру 1946. године, али то су све била сељакања кроз нижеразредне клубове.

### Репрезентација
За репрезентацију је дебитовао 14. априла 1929. на утакмици против Швајцарске у победи од 5 : 4. У то време је још играо у Сегедину.
Коришћен је као лево крило у репрезентацији, а онда је своје стално место нашао у задњем реду на страни Шандора Бироа. Било је потребно 3 и по године да се опорави од тешке повреде, па је морао да пропусти Светско првенство 1934. године.
По повратку се поново нашао са Бироом у репрезентацији. Тим који је у квалификацијама победио Грке са 11 : 1 пласирао се на Светско првенство у Француској. Корањи је био стални члан прве једанаесторке до финала, али у финалу није изборио место у стартних једанаест.
Између 1929. и 1941. у репрезентацији се појавио четрдесет пута.

### Тренер
Између 1941. и 1943. био је тренер АФК Лошонци. Почетком 1946. постао је тренер АК Кечкемет. У лето 1948. постављен је за тренера Томпаи ШЕ. У лето 1951. постао је тренер Епитека из Сексарда. Почетком 1952. године додељена му је екипа ВСК из Мишколца. Године 1955. био је тренер Трактора из Сарваша. Крајем 1957. постао је тренер Кинижија из Сентеша.